# Järnvägssällskapet
Järnvägssällskapet (JS) är en svensk modelljärnvägsförening grundad 1939. Föreningen var från början en andelsförening där endast den med mycket goda inkomster kunde bli medlem. Andelsföreningens namn var Swedish-American Railroad Society. Några av medlemmarna hade goda kontakter med den amerikanska personalen på USA:s legation (ambassad) som var behjälpliga med köp av materiel från tillverkare i USA. Personal från legationen var med när föreningens bana invigdes efter sex månaders byggtid.
Den första modelljärnvägen i föreningen byggdes i 0-skala i en lokal på Klippgatan på Södermalm i Stockholm. Efter några år flyttade föreningen till en lokal på Linnégatan, Östermalm. 1948 byggde man och visade en anläggning i samband med utställningen Tåget Går på Skansen. Den gjorde mycket för att sprida kännedom om modelljärnvägshobbyn i Sverige. Också denna bana var i skala 0. Efter utställningen på Skansen var mycket av materielen nedsliten. 
Från 1949 byggdes en anläggning i skala H0 i den gamla lokalen på Linnégatan och därefter, från 1960, en helt ny 0-bana i Sundbybergs stationshus. I början 1950-talet ombildades klubben till ideell förening och fick namnet Järnvägssällskapet. 1970 ville några medlemmar pröva den då ganska nya skalan N, och en del av lokalen avdelades för detta. Våren 1976 sade SJ upp kontraktet och klubben tillbringade några hemlösa år med de isärsågade banorna magasinerade.
1980 fick klubben en ny lokal i källaren på i Leksaksmuseet i Stockholm. Man började bygga en bana i skala N och en i skala 0. I samband med en grundförstärkning av fastigheten, och med kraftigt minskat intresse, försvann 0-banan och N-banan sågades isär. 1990 kunde en ny bana börja byggas i delvis nya lokaler. 2004 flyttade Leksaksmuseet och Järnvägssällskapet följde med. Man påbörjade en ny klubbana i N-skala i samma lokaler som Leksaksmuseet disponerade, vägg i vägg med Spårvägsmuseet på Södermalm.
Flera av medlemmarna, bland andra dåvarande ordföranden Urban Thiehl, var mycket aktiva vid tillkomsten av Svenska Järnvägsklubben (SJK). 